# Rothenburg (Münster)

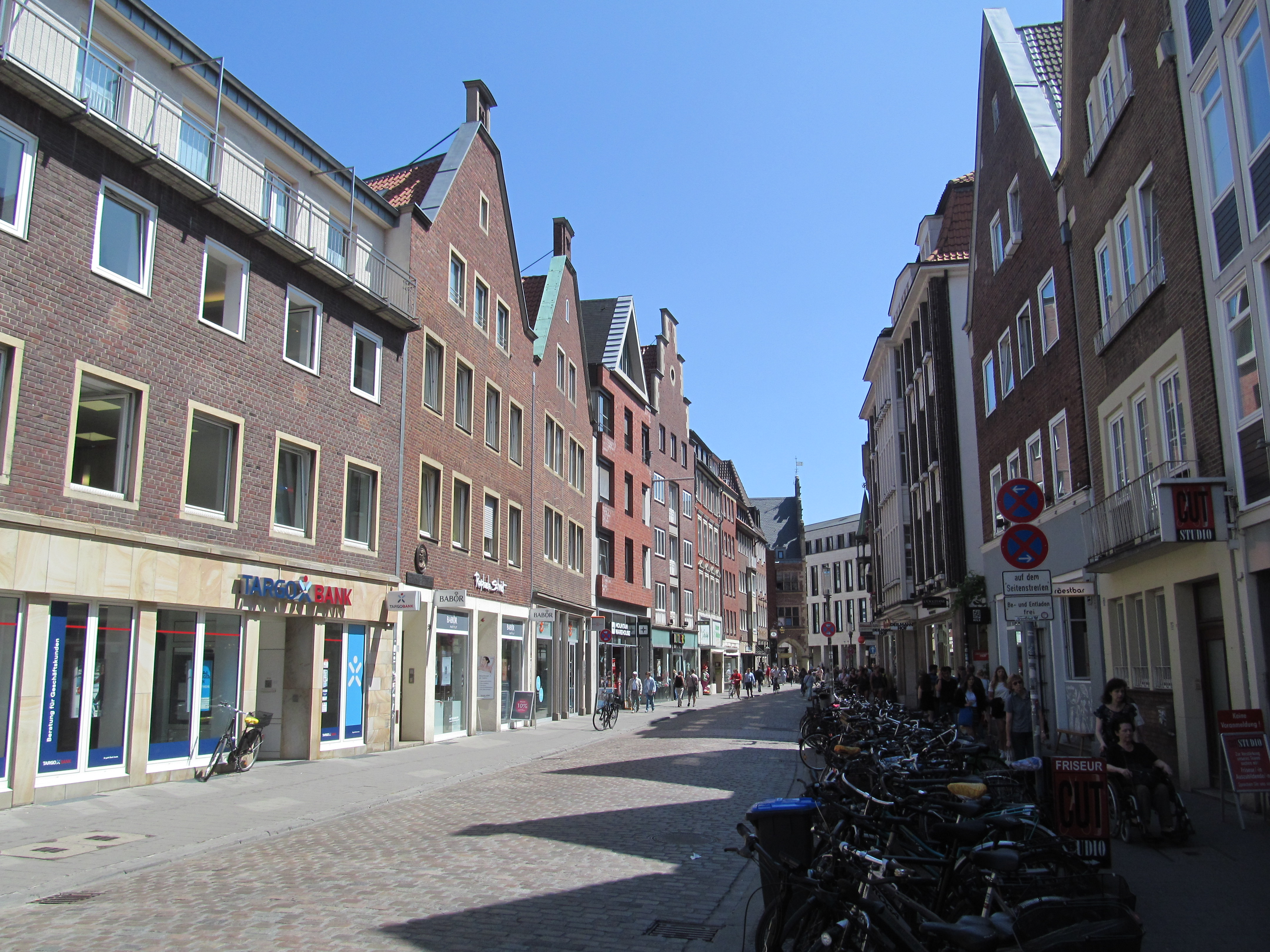
Blick auf die Straße "Rothenburg" in Münster

Die Rothenburg ist eine Geschäftsstraße in Münster und gehört zu den ältesten Straßen der Stadt. Sie verbindet den Aegidii- mit dem Prinzipalmarkt.

## Geschichte
Die außerhalb der Domburg gelegene Rothenburg war ein Teil des als „Rheinische Straße“ bekannten Weges des mittelalterlichen Straßennetzes, der in Richtung Köln führte. Sie gehörte mit ihren Arkaden immer zu den wichtigen Marktstraßen der Stadt, an denen die Handelswege zusammenliefen.
Sie wurde im Zweiten Weltkrieg nahezu vollständig zerstört.

## Trivia
- Johann Wolfgang von Goethe suchte im Jahre 1792 in dem hier gelegenen Hotel zur Stadt London Quartier, musste aber wegen Vollbelegung die Nacht in einem Stuhl verbringen.
- Professor Hermann Landois wurde im Haus Nr. 33/34 geboren.